# Liste des conseillers nationaux du canton d'Uri
Cette page liste les représentants du canton d'Uri au Conseil national depuis la création de l'État fédéral en 1848.

## Abréviations des partis
- PCP : Parti conservateur populaire
- PLR : Parti libéral-radical
- PRD : Parti radical-démocratique
- UDC : Union démocratique du centre

Autres tendances et mouvements politiques :
- CC : Conservatisme catholique
- GL : Gauche libérale

## Liste
| Nom                 | Parti   | Mandat    | Né   | Mort |
| ------------------- | ------- | --------- | ---- | ---- |
| Beat Arnold         | UDC     | 2015–2019 | 1978 |      |
| Franz Arnold        | PRD     | 1947–1963 | 1897 | 1984 |
| Josef Arnold        | CC      | 1865–1890 | 1825 | 1891 |
| Josef Furrer        | PCP     | 1911–1914 | 1869 | 1925 |
| Martin Gamma        | PRD     | 1914–1925 | 1856 | 1937 |
| Raymund Gamma       | PRD     | 1979–1980 | 1919 | 1980 |
| Gabi Huber          | PRD/PLR | 2003–2015 | 1956 |      |
| Florian Lusser      | CC      | 1848–1860 | 1820 | 1889 |
| Josef Werner Lusser | PRD     | 1925–1931 | 1861 | 1941 |
| Alexander Muheim    | CC      | 1860–1865 | 1809 | 1867 |
| Gustav Muheim       | CC      | 1905–1911 | 1851 | 1917 |
| Karl Muheim         | PRD     | 1931–1947 | 1887 | 1954 |
| Franz Schmid        | CC      | 1890–1904 | 1841 | 1923 |
| Simon Stadler       | PDC     | 2019-     | 1988 |      |
| Franz Steinegger    | PRD     | 1980–2003 | 1943 |      |
| Alfred Weber        | PRD     | 1963–1979 | 1923 | 2015 |

## Sources
- (de) Cet article est partiellement ou en totalité issu de l’article de Wikipédia en allemand intitulé « Liste der Nationalräte des Kantons Uri » (voir la liste des auteurs).
- « Banque de données recensant les membres des conseils depuis 1848 », Parlement suisse